# باواي (كاليفورنيا)
باواي (بالإنجليزية: Poway)‏ هي إحدى مدن مقاطعة سان ديغو، كاليفورنيا. تم إعطاءها لقب مدينة في 1 ديسمبر، 1980.

## التركيبة السكانية
حدّد مكتب تعداد الولايات المتحدة بيانات التركيبة السكانية لباواي في تعداد الولايات المتحدة. في ما يلي، التركيبة السكانية حسب تعدادي 2000 و2010.

### تعداد عام 2000
بلغ عدد سكان باواي 48,044 نسمة بحسب تعداد عام 2000، وبلغ عدد الأسر 15,467 أسرة وعدد العائلات 12,874 عائلة مقيمة في المدينة. في حين سجلت الكثافة السكانية 473.6 نسمة لكل كيلومتر مربع (1,226.6/ميل2). وبلغ عدد الوحدات السكنية 15,714 وحدة بمتوسط كثافة قدره 154.9 لكل كيلومتر مربع (401.2/ميل2).
وتوزع التركيب العرقي للمدينة بنسبة 82.86% من البيض و1.67% من الأمريكيين الأفارقة و0.48% من الأمريكيين الأصليين و7.46% من الأمريكيين ذوي الأصول الآسيوية و0.28% من سكان جزر المحيط الهادئ و3.27% من الأعراق الأخرى و3.99% من عرقين مختلطين أو أكثر و10.35% من الهسبانيون أو اللاتينيون من أي عرق.
بلغ عدد الأسر 15,467 أسرة كانت نسبة 50% منها لديها أطفال تحت سن الثامنة عشر تعيش معهم، وبلغت نسبة الأزواج القاطنين مع بعضهم البعض 68.8% من أصل المجموع الكلي للأسر، ونسبة 10.5% من الأسر كان لديها معيلات من الإناث دون وجود شريك،  بينما كانت نسبة 3.9% من الأسر لديها معيلون من الذكور دون وجود شريكة وكانت نسبة 16.8% من غير العائلات. تألفت نسبة 12.6% من أصل جميع الأسر من عدة أفراد يعيشون في نفس المنزل ونسبة 4.7% كانت تتألف من شخص يعيش بمفرده يبلغ من العمر 65 عاماً أو أكثر. وبلغ متوسط حجم الأسرة المعيشية 3.08، أما متوسط حجم العائلات فبلغ 3.35.
بلغ العمر الوسطي للسكان 36.9 عاماً. وكانت نسبة 30.7% من القاطنين تحت سن الثامنة عشر، وكانت نسبة 7.1% بين الثامنة عشر والرابعة والعشرين عاماً، ونسبة 28.1% كانت واقعةً في الفئة العمرية ما بين الخامسة والعشرين والرابعة والأربعين عاماً، ونسبة 25.4% كانت ما بين الخامسة والأربعين والرابعة والستين، ونسبة 7.9% كانت ضمن فئة الخامسة والستين عاماً فما فوق. يوجد لكل 100 أنثى 97.7 ذكر، ويوجد لكل 100 أنثى في الثامنة عشر من عمرها فما فوق 94.8 ذكر.
بلغ متوسط دخل الأسرة في المدينة 71,708 دولارًا، أما متوسط دخل العائلة فبلغ 77,875 دولارًا. وكان متوسط دخل الذكور 53,322 دولارًا مقابل 34,742 دولارًا للإناث. وسجل دخل الفرد الخاص بالمدينة 29,788 دولارًا. وكانت نسبة 3.1% من العائلات ونسبة 4.3% من السكان تحت خط الفقر، وكان من هؤلاء نسبة 5.2% تحت سن الثامنة عشر ونسبة 3.7% في الخامسة والستين من العمر وما فوق.

### تعداد عام 2010
بلغ عدد سكان باواي 47,811 نسمة بحسب تعداد عام 2010، وبلغ عدد الأسر 16,128 أسرة وعدد العائلات 12,940 عائلة مقيمة في المدينة. في حين سجلت الكثافة السكانية 471.3 نسمة لكل كيلومتر مربع (1,220.7/ميل2). وبلغ عدد الوحدات السكنية 16,715 وحدة بمتوسط كثافة قدره 164.8 لكل كيلومتر مربع (426.8/ميل2).
وتوزع التركيب العرقي للمدينة بنسبة 76.93% من البيض و1.64% من الأمريكيين الأفارقة و0.55% من الأمريكيين الأصليين و10.15% من الأمريكيين ذوي الأصول الآسيوية و0.22% من سكان جزر المحيط الهادئ و6.16% من الأعراق الأخرى و4.35% من عرقين مختلطين أو أكثر و15.70% من الهسبانيون أو اللاتينيون من أي عرق.
بلغ عدد الأسر 16,128 أسرة كانت نسبة 40.3% منها لديها أطفال تحت سن الثامنة عشر تعيش معهم، وبلغت نسبة الأزواج القاطنين مع بعضهم البعض 65.2% من أصل المجموع الكلي للأسر، ونسبة 10.4% من الأسر كان لديها معيلات من الإناث دون وجود شريك،  بينما كانت نسبة 4.6% من الأسر لديها معيلون من الذكور دون وجود شريكة وكانت نسبة 19.8% من غير العائلات. تألفت نسبة 15.3% من أصل جميع الأسر من عدة أفراد يعيشون في نفس المنزل ونسبة 7.3% كانت تتألف من شخص يعيش بمفرده يبلغ من العمر 65 عاماً أو أكثر. وبلغ متوسط حجم الأسرة المعيشية 2.93، أما متوسط حجم العائلات فبلغ 3.23.
بلغ العمر الوسطي للسكان 41.3 عاماً. وكانت نسبة 25% من القاطنين تحت سن الثامنة عشر، وكانت نسبة 8.2% بين الثامنة عشر والرابعة والعشرين عاماً، ونسبة 22% كانت واقعةً في الفئة العمرية ما بين الخامسة والعشرين والرابعة والأربعين عاماً، ونسبة 32.5% كانت ما بين الخامسة والأربعين والرابعة والستين، ونسبة 12.3% كانت ضمن فئة الخامسة والستين عاماً فما فوق. وتوزع التركيب الجنسي للسكان بنسبة 49.3% ذكور و50.7% إناث.

## المناخ
يظهر الجدول التالي التغييرات المناخية على مدار السنة لباواي:
| البيانات المناخية لـباواي                                   | البيانات المناخية لـباواي | البيانات المناخية لـباواي | البيانات المناخية لـباواي | البيانات المناخية لـباواي | البيانات المناخية لـباواي | البيانات المناخية لـباواي | البيانات المناخية لـباواي | البيانات المناخية لـباواي | البيانات المناخية لـباواي | البيانات المناخية لـباواي | البيانات المناخية لـباواي | البيانات المناخية لـباواي | البيانات المناخية لـباواي |
| الشهر                                                       | يناير                     | فبراير                    | مارس                      | أبريل                     | مايو                      | يونيو                     | يوليو                     | أغسطس                     | سبتمبر                    | أكتوبر                    | نوفمبر                    | ديسمبر                    | المعدل السنوي             |
| ----------------------------------------------------------- | ------------------------- | ------------------------- | ------------------------- | ------------------------- | ------------------------- | ------------------------- | ------------------------- | ------------------------- | ------------------------- | ------------------------- | ------------------------- | ------------------------- | ------------------------- |
| الدرجة القصوى °ف (°م)                                       | 95 (35)                   | 96 (36)                   | 100 (38)                  | 103 (39)                  | 105 (41)                  | 110 (43)                  | 114 (46)                  | 112 (44)                  | 111 (44)                  | 105 (41)                  | 100 (38)                  | 92 (33)                   | 114 (46)                  |
| متوسط درجة الحرارة الكبرى °ف (°م)                           | 67 (19)                   | 67 (19)                   | 70 (21)                   | 72 (22)                   | 76 (24)                   | 81 (27)                   | 82 (28)                   | 81 (27)                   | 77 (25)                   | 72 (22)                   | 68 (20)                   | 67 (19)                   | 73 (23)                   |
| متوسط درجة الحرارة الصغرى °ف (°م)                           | 44 (7)                    | 45 (7)                    | 49 (9)                    | 53 (12)                   | 57 (14)                   | 61 (16)                   | 62 (17)                   | 61 (16)                   | 55 (13)                   | 48 (9)                    | 46 (8)                    | 43 (6)                    | 52 (11)                   |
| أدنى درجة حرارة °ف (°م)                                     | 22 (−6)                   | 25 (−4)                   | 28 (−2)                   | 31 (−1)                   | 39 (4)                    | 43 (6)                    | 45 (7)                    | 46 (8)                    | 39 (4)                    | 35 (2)                    | 26 (−3)                   | 23 (−5)                   | 22 (−6)                   |
| الهطول إنش (مم)                                             | 2.52 (64)                 | 2.31 (59)                 | 2.47 (63)                 | 0.88 (22)                 | 0.28 (7.1)                | 0.09 (2.3)                | 0.05 (1.3)                | 0.07 (1.8)                | 0.26 (6.6)                | 0.48 (12)                 | 1.17 (30)                 | 1.39 (35)                 | 11.97 (304)               |
| المصدر #1:                                                  |                           |                           |                           |                           |                           |                           |                           |                           |                           |                           |                           |                           |                           |
| المصدر #2: https://weather.com/weather/monthly/l/92064:4:US |                           |                           |                           |                           |                           |                           |                           |                           |                           |                           |                           |                           |                           |

## أعلام
- نيت هاوسر
- جيسي تايلور
- لوك والتون
- توني غوين
- بين تشيس
- إد هيرمان
- برادلي كلان
- كيلسي بلوم
- جو بالما